# Myrmica fracticornis
Myrmica fracticornis är en myrart som beskrevs av Auguste-Henri Forel 1901. Myrmica fracticornis ingår i släktet rödmyror, och familjen myror. Inga underarter finns listade i Catalogue of Life.

## Bildgalleri

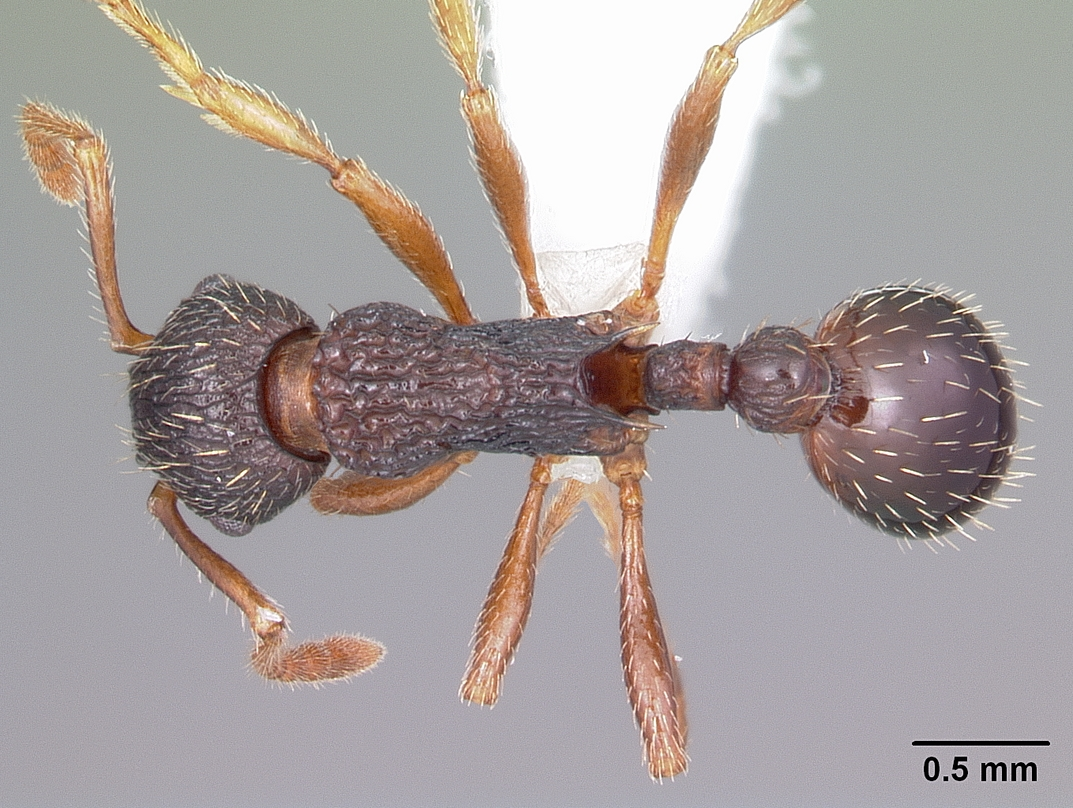
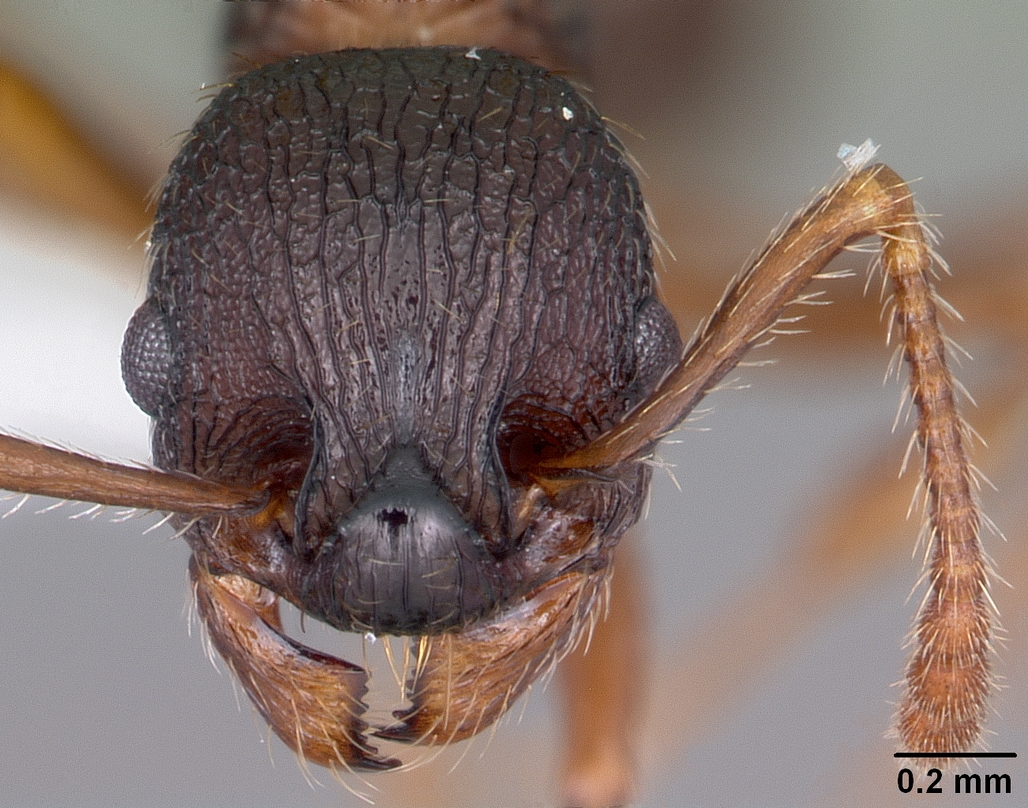
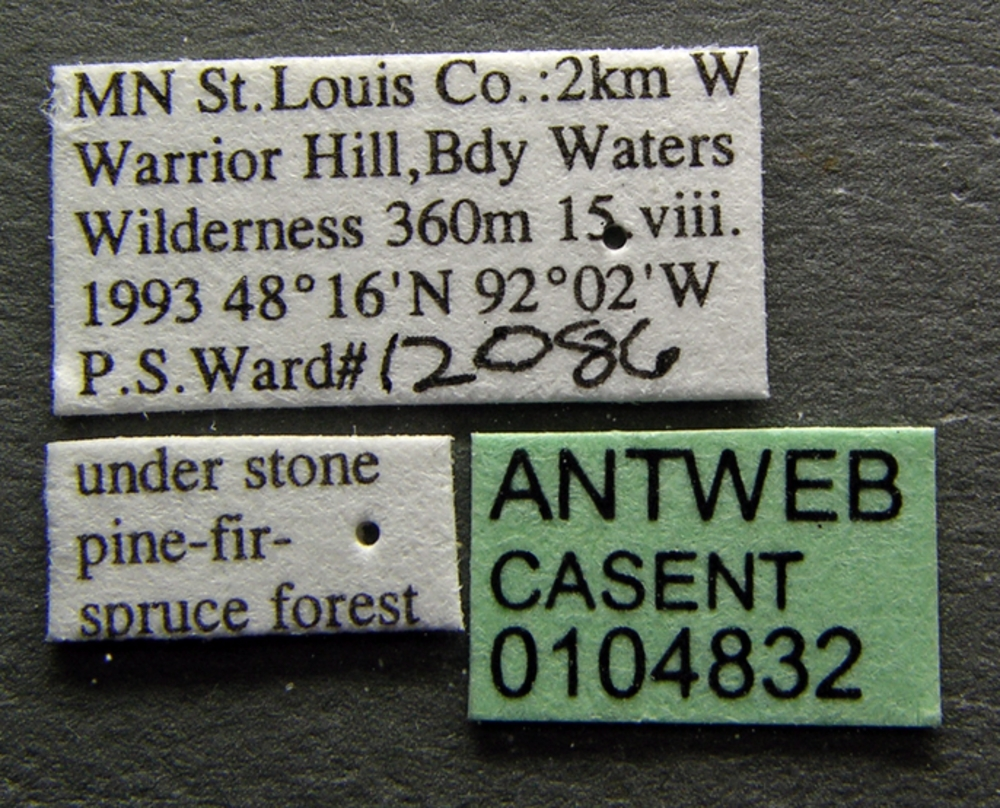
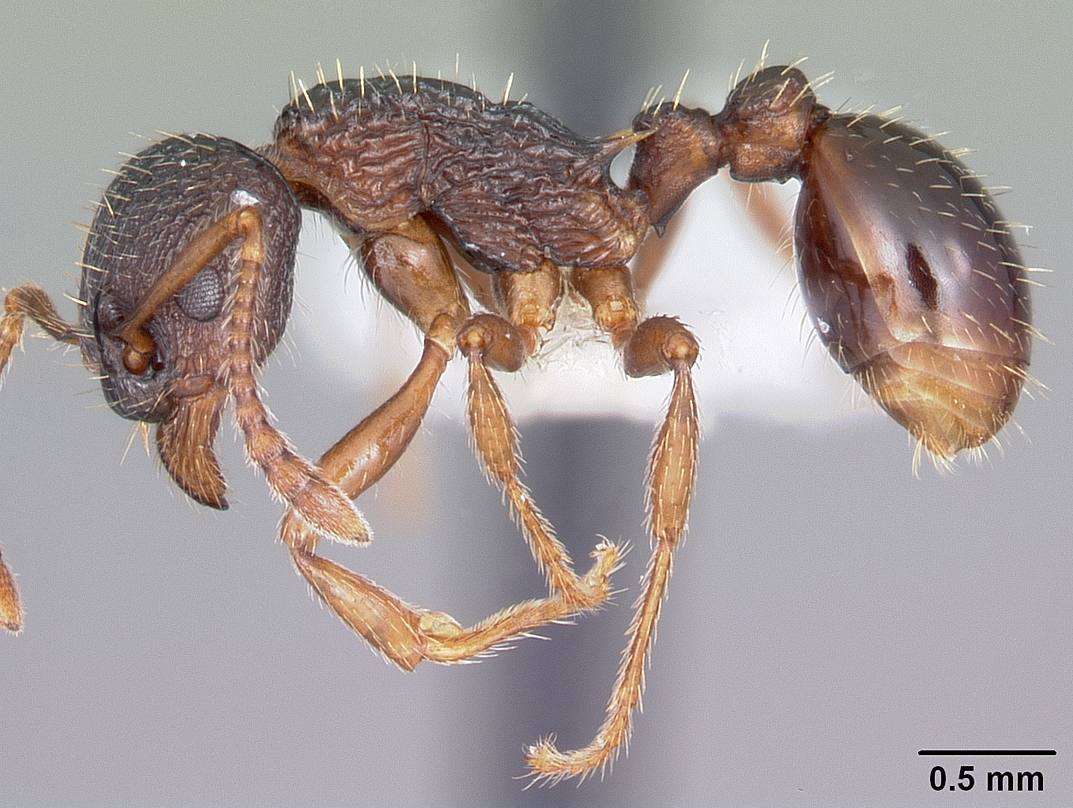
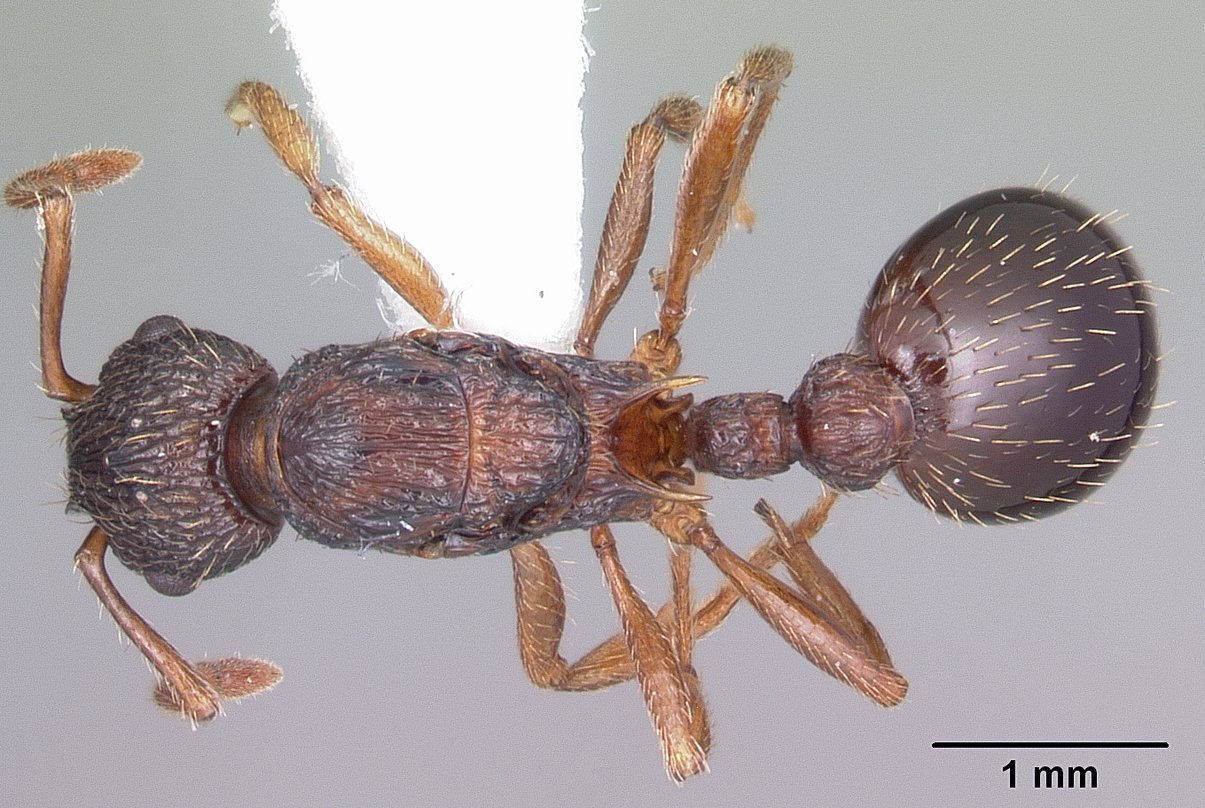
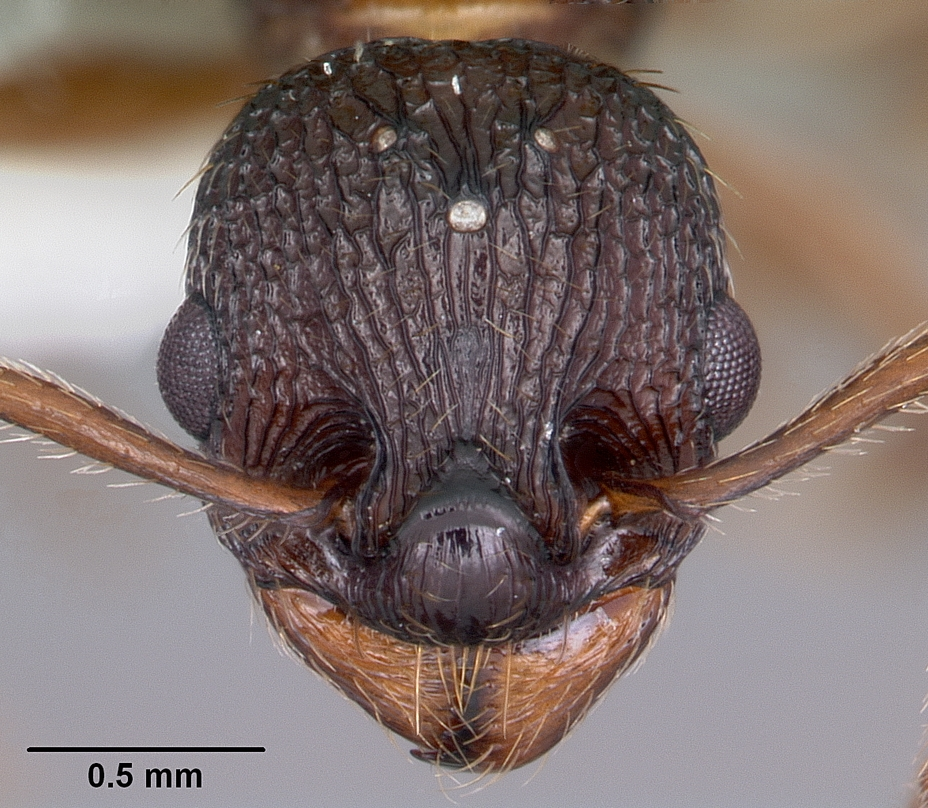